# Miss Fisher et le Tombeau des larmes
Pour plus de détails, voir Fiche technique et Distribution.
Miss Fisher et le Tombeau des larmes (Miss Fisher and the Crypt of Tears) est un film d'aventures australien, réalisé par Tony Tilse, sorti en 2020. Il est inspiré des personnages des romans policiers de Kerry Greenwood où son héroine Phryne Fisher enquête sur des crimes. Le film reprend la distribution de la série Miss Fisher enquête.

## Synopsis
Dans les années 1920, après avoir libéré une jeune Bédouine Shirin, injustement emprisonnée à Jérusalem en Palestine, colonie anglaise, Phryne Fisher tente de percer un mystère concernant des émeraudes inestimables, des malédictions anciennes et la vérité derrière la disparition suspecte de la tribu oubliée de Shirin.

## Fiche technique
- Titre original : Miss Fisher and the Crypt of Tears
- Tire français : Miss Fisher et le Tombeau des larmes
- Titre québécois :
- Réalisation : Tony Tilse
- Scénario : Deborah "Deb" Cox d'après les personnages des romans de Kerry Greenwood
- Production : Every Cloud Productions
- Direction artistique :
- Décors :
- Costumes :
- Photo : Roger Lanser
- Montage : Stephen Evans
- Musique : Greg Walker
- Distribution :
- Budget : 8 millions $
- Pays :  Australie
- Langue : anglais
- Dates de sortie : 
  -  Australie : 27 février 2020
  -  France : 25 septembre 2020 VOD

## Distribution
- Essie Davis (VF : ) : Phryne Fisher
- Nathan Page (VF : ) : Commissaire Jack Robinson
- Miriam Margolyes (VF : ) : Tante Prudence Stanley
- Ashleigh Cummings (VF : ) : Dorothy « Dot » Williams épouse Collins
- Hugo Johnstone-Burt (VF : ) : Brigadier Hugh Collins
- Rupert Penry-Jones (VF : Damien Ferrette) : Le 1er lieutenant Jonathon Lofthouse
- Daniel Lapaine (VF : ) : Lord « Lofty » Lofthouse
- Jacqueline McKenzie (VF : ) : Lady Eleanor Lofthouse
- Kal Naga (VF : ) : Sheikh Kahlil Abbas
- John Waters (VF : ) : Professeur Linnaeus
- Izabella Yena (VF : ) : Shirin Abbas
- John Stanton (VF : ) : Crippins
- William Zappa (VF : ) : L'assistant du commissaire Forsythe
- Ian Bliss (VF : ) : Vincent « Monty » Montague
- Brice Bexter (VF : ) : Capitaine Harry Templeton
- Anthony Sharpe (VF : ) : Cecil Yates
- Travis McMahon (VF : ) : Bert Johnson

## Production
En 2016, l'idée de porter à l'écran les aventures de la détective privée Phryne Fisher, se développe.

Au printemps 2017, il est annoncé qu'il n'y aura pas de quatrième saison de la série Miss Fisher enquête mais une trilogie de films et une préquelle reprenant la jeunesse de Phryne Fisher.  

En septembre 2017 est lancée une campagne de financement sur Kickstarter pour compléter le budget du premier film.  

En octobre 2018, la production du premier film est lancé. Essie Davis, Nathan Page et d'autres acteurs de la série télévisée originale reprennent leurs rôles.
Le 4 janvier 2020, le film est présenté en avant-première au Festival international du film de Palm Springs.